# Elsa Sylvestersson
Elsa Maria Sylvestersson, född 11 augusti 1924 i Åbo, död 9 november 1996 i Helsingfors, var en finländsk premiärdansös och koreograf. 
Sylvestersson utbildades vid Finlands nationaloperas balettskola 1931–1938. Hon var dansös vid Finlands nationalopera 1938–1943, premiärdansös 1947–1955, balettskolans chef 1958–1960, balettmästare 1969–1972 och dessutom koreograf. Hon koreograferade ett femtiotal baletter av olika längd. Hon framträdde som dansös i flera europeiska länder och i Kina och erhöll både inhemska och internationella pris. Hon verkade också som domare i ett flertal internationella balettävlingar. Hon tilldelades Pro Finlandia-medaljen 1966.